# 拉布吕耶尔
拉布吕耶尔（法語：La Bruyère，法語發音：[la bʁɥijɛʁ]）是比利时瓦隆大区那慕爾省那慕爾區的一个市镇，通行法语，是比利时法语社群的一部分，面积52.98平方千米，人口9,226人（2018年1月1日）。